# Brozany nad Ohří
Brozany nad Ohří este un oraș-târg din districtul Litoměřice din regiunea Ústí nad Labem din Cehia. Are o populație de aproximativ 1.300 de locuitori.

## Diviziuni administrative
Brozany nad Ohří este alcătuit din două diviziuni administrative (populația este între paranteze conform recensământului din 2021):
- Brozany nad Ohří (1.139)[3]
- Hostěnice (88)[3]

## Etimologie
Numele Brozany derivă de la cuvântul vad (în limba cehă brod) care aici se găsește peste râul Ohře. Oamenii care au locuit aici s-au numit brodjané, mai târziu brodzané și apoi brozané.

## Geografie
Brozany nad Ohří se află la aproximativ 9 kilometri (6 mi) sud de Litoměřice, la 24 kilometri (15 mi) sud de Ústí nad Labem și la 42 kilometri (26 mi) nord de capitalaPraga. Se găsește într-un peisaj agricol plat al Podișului Ohře de Jos (în cehă: Dolnooharská tabule). Comuna se află pe malul stâng al râului Ohře, care formează parțial granița comunei de est și sud. În sud-vestul orașului-târg se află rezervația naturală Pístecký les.

## Istorie
Prima mențiune scrisă a lui Brozany datează din anul 1276. A fost o proprietate a preoților din Mělník.
După Războaiele Husite, satul a fost cumpărat de camera regală. Regii boemi au dat satul ca gaj (garanție) diverșilor nobili.
În 1601, Brozany a fost cumpărat de Jan Zbyněk Zajíc din Hazmburk.
Din anul 1617 până la înființarea unei comune suverane în 1848, a fost deținută de familia de Lobkowicz.
În 1625, Brozany a fost promovat la rangul de oraș târg.

## Transporturi
Autostrada D8 de la Praga la Ústí nad Labem trece prin teritoriul comunei.

## Obiective turistice

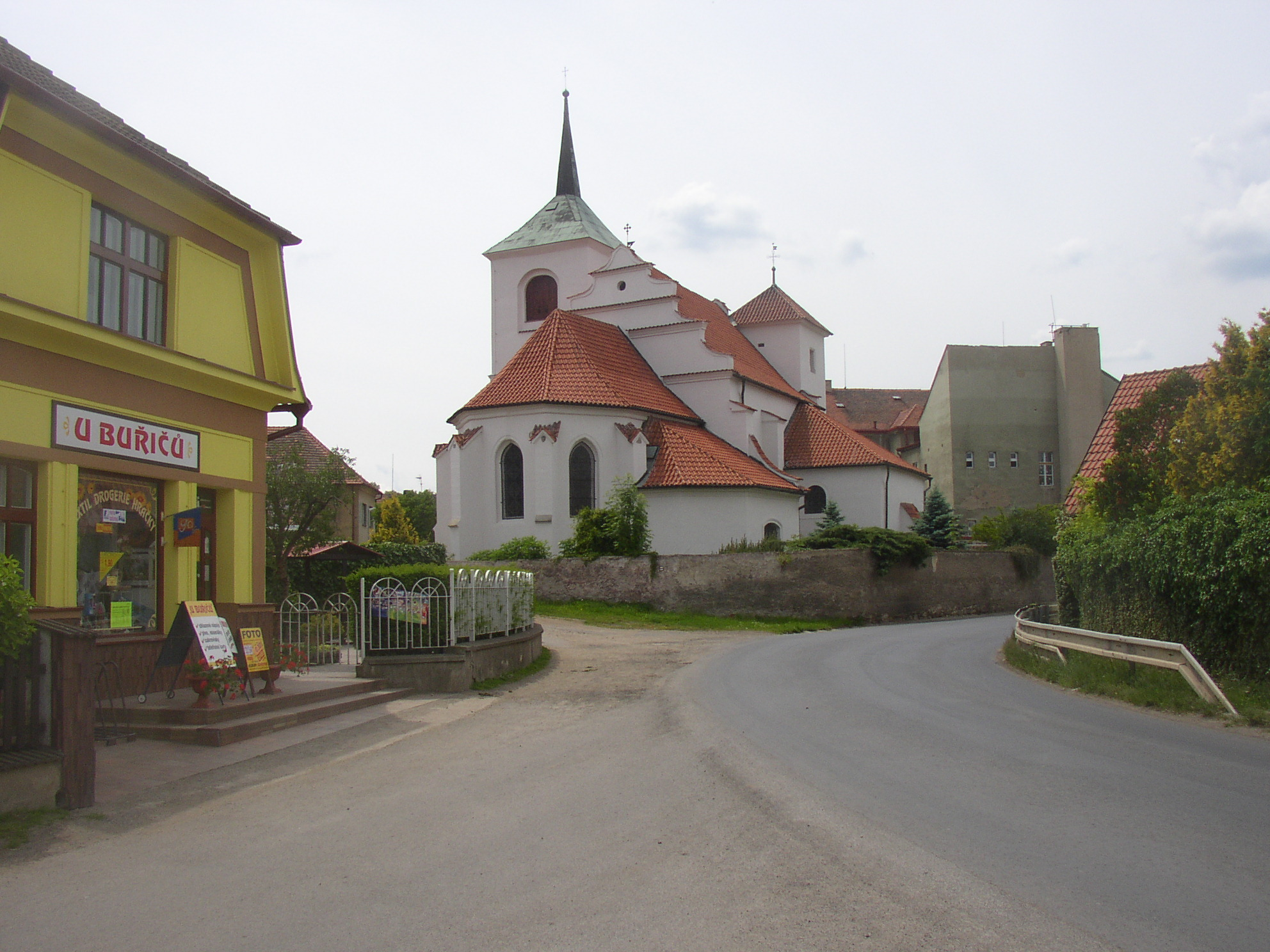
Biserica „Sfântul Gotthard”

Principalul obiectiv turistic din Brozany nad Ohří este Biserica „Sfântul Gotthard”. Inițial a fost o biserică romanică, reconstruită în stilurile gotic și baroc. Lângă biserică se află o statuie barocă a Sfântului Ioan Nepomuk din anul 1726.
O clădire notabilă este fosta fortăreață. Vechea fortăreață a fost reconstruită în stil renascentist după 1559 și apoi după 1601.  În prezent, clădirea este o proprietate a orașului târg și este folosită în scopuri sociale. Aici se găsește, de asemenea, o expoziție cu istoria regiunii.